# Nonahexakontán
A nonahexakontán (képlete: C69H140) fekete, enyhe gázolaj szagú szilárd test.
A kőolaj  feldolgozása során nyerik, a vegyiparban elenyésző nyersanyag. A nonahexakontán oxidatív dehidrogénezésével nonahexakontén állítható elő. Izomereinek száma 1,73603·1026. 

További felhasználási módjai nem ismertek.